# Baydar Rafiah
Baydar Rafi'ah (tiếng Ả Rập: بيدر رفيع, cũng đánh vần Beidar Rafi'eh hoặc Bayt ar-Rafi'ah) là một ngôi làng ở phía bắc Syria nằm ở phía tây Homs thuộc Tỉnh Homs. Theo Cục Thống kê Trung ương Syria, Baydar Rafi'ah có dân số 1.206 trong cuộc điều tra dân số năm 2004. Cư dân của nó chủ yếu là Kitô hữu Chính thống Hy Lạp.